# Onze-Lieve-Vrouw van de Liefdadigheidkapel
De Onze-Lieve-Vrouw van de Liefdadigheidkapel (Frans: Chapelle Notre-Dame de Charité) is een kapel in de Belgische plaats Rosseignies. De kapel is toegewijd aan Maria en verwijst naar liefdadigheid die aan haar wordt toegeschreven.

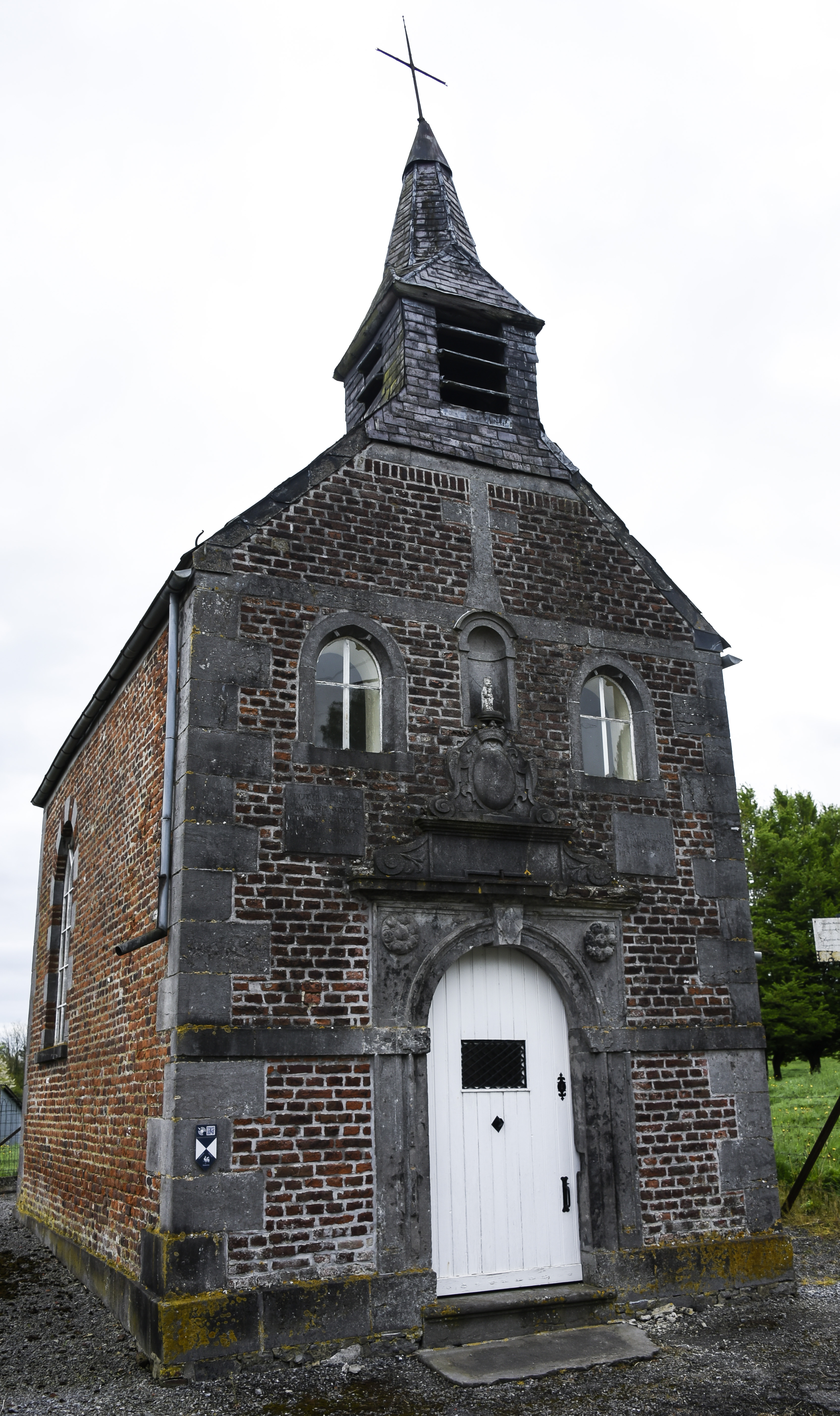
Onze-Lieve-Vrouw van de Liefdadigheidkapel

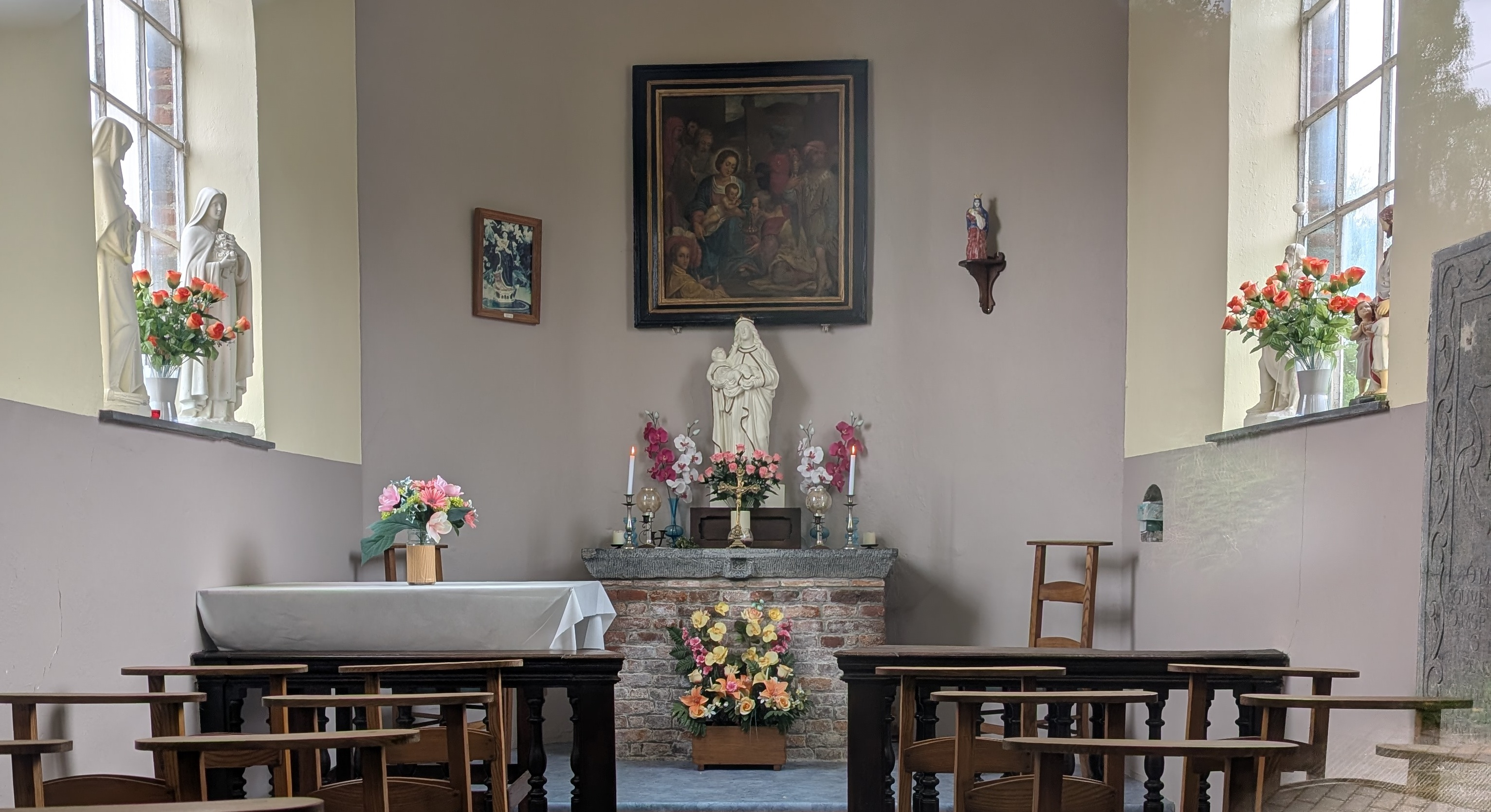
Interieur

De kapel werd in 1606 in barokstijl gebouwd en gerestaureerd in 1726. Elk jaar wordt einde juni bij de kapel een openluchtmis opgedragen. Het gebouw is betreedbaar en maakt deel uit van het Cultureel erfgoed in België.